# Sergio Ariel González
Sergio Ariel González (* 12. November 1974 in San Rafael) ist ein ehemaliger argentinischer Biathlet.

## Karriere
Sergio González startete für Club de Montaña Cazadores de los Andes und wurde von Carlos Gaston Fanti trainiert. In der Saison 2002/03 startete er regelmäßig im Biathlon-Europacup. Sein erstes Rennen bestritt er in Windischgarsten und wurde 67. des Sprints. Bestes Ergebnis wurde ein 31. Platz bei einem Sprint in Gurnigel, womit der Argentinier um einen Rang die Punktplätze verpasste. Weitere Rennen auf internationalem Niveau bestritt González nicht. Er startete im August 2010 bei den Biathlon-Südamerikameisterschaften in Portillo und seinem Heimatort Bariloche. Bei der Meisterschaft, die als Rennserie ausgetragen wurde, wurde González in Portillo Zehnter des Einzels, Neunter im Sprintrennen und Elfter im Massenstartrennen. Beim Sprintrennen in Bariloche wurde er hinter Leandro Ribela Zweiter, in der Gesamtwertung belegte er den siebten Platz. Bei weiteren Meisterschaften trat der Argentinier nicht mehr in Erscheinung.